# Universitat de Calcuta
La Universitat de Calcuta (bengalí: কলিকাতা বিশ্ববিদ্যালয়; anglès: 'University of Calcutta') és una universitat pública col·legiada situada a Calcuta, Bengala Occidental, a l'Índia. Es va fundar el 24 de gener de 1857 i és la primera institució interdisciplinària i d'estil occidental a Àsia. La seva jurisdicció es limita a alguns districtes de l'oest de Bengala. Dins de l'Índia, és reconeguda com una "Universitat de Cinc Estrelles" i acreditada amb grau "A" pel Consell Nacional d'Avaluació i Acreditació (NAAC). La Universitat de Calcuta va rebre l'estatus de "Centre amb potencial d'excel·lència en una àrea particular" i "Universitat amb potencial d'excel·lència" per la Comissió de Beques Universitàries (UGC).
La universitat té un total de catorze campus distribuïts per la ciutat de Calcuta i els seus suburbis. Des de 2020, estan afiliats 151 col·legis i 21 instituts i centres. La universitat va ser la setena en la llista del Rànquing Universitari Indi 2020, publicada pel Marc Nacional de Classificació Institucional del Ministeri de Desenvolupament de Recursos Humans del Govern de l'Índia.
Els seus alumnes i professors inclouen diversos caps d'estat i govern, reformistes socials, artistes, l'únic guanyador del premi de l'Acadèmia Índia i guanyador de la medalla Dirac, membres de la Royal Society i cinc guardonats amb el Nobel -el major número a Àsia meridional- a partir de 2019. Els cinc premis Nobel associats a aquesta universitat són: Ronald Ross, Rabindranath Tagore, C. V. Raman, Amartya Sen i Abhijit Banerjee. La universitat té el major nombre d'estudiants que han aprovat la Prova Nacional d'Elegibilitat. La Universitat de Calcuta és membre de l'Impacte Acadèmic de les Nacions Unides.

## Història

### Pre-Independència
El Dr. Fredrick John, secretari d'educació del Govern britànic a l'Índia, va presentar una proposta a Londres per a l'establiment d'una universitat a Calcuta, seguint les línies de la Universitat de Londres. El juliol del 1854, el Tribunal de Directors de la Companyia de l'Índia Oriental va enviar un despatx, conegut com el despatx de Wood, al Governador General de l'Índia en el Consell, per a establir universitats a Calcuta, Chennai i Bombai.

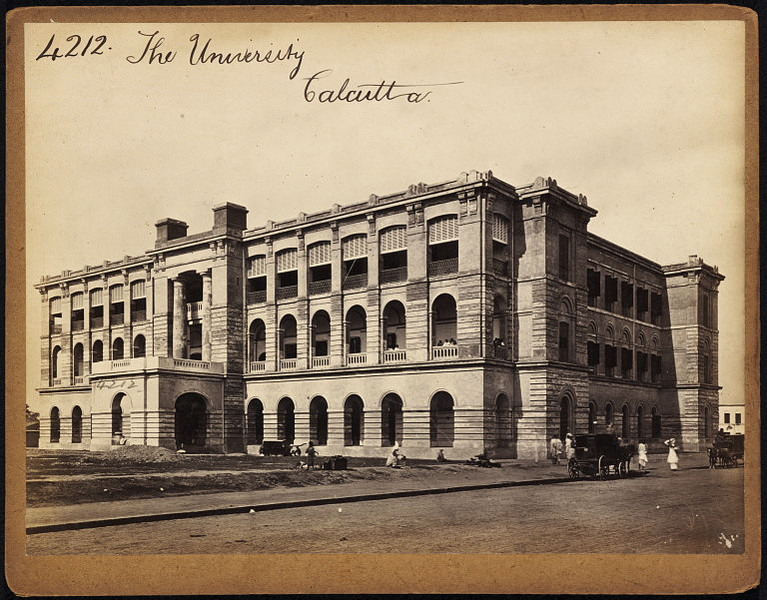
La Universitat de Calcuta a la fi del, per Francis Frith.

La Llei de la Universitat de Calcuta va entrar en vigor el 24 de gener de 1857, i es va formar un Senat de 41 membres com a òrgan de formulació de polítiques de la universitat. El lloc per a l'establiment de la seu de la universitat va ser donat per Maharaja Maheshwar Singh Bahadur, que era un Darbhanga Raj. Quan la universitat es va establir per primera vegada tenia una jurisdicció des de Lahore fins a Yangon i Sri Lanka, la més gran de qualsevol universitat índia. La Universitat de Calcuta va ser la primera universitat a l'est de Suez a ensenyar clàssics europeus, literatura anglesa, filosofia europea i índia i història occidental i oriental. La primera escola de medicina a Àsia, l'Escola de Medicina de Calcuta, estava afiliada a la universitat el 1857. El primer col·legi per a dones a l'Índia, Bethune College, està afiliat a la universitat.
De 1836 a 1890, el Government Science College de Jabalpur, el primer col·legi científic indi, estava afiliat a la Universitat de Calcuta. La primera biblioteca universitària va començar a funcionar en la dècada de 1870. El 1858, Bankim Chandra Chattopadhyay i Joddu Nath Bose es van convertir en els primers graduats de la universitat i, el 1882, el Dr. Kadambini Ganguly i Chandramukhi Basu van ser les primeres llicenciades índies el 1882. El primer canceller i vicecanceller de la Universitat de Calcuta van ser el Governador General Lord Canning i el President del Tribunal Suprem, Sir William Colvile, respectivament. Ashutosh Mukherjee va ser el vicerector per quatre períodes consecutius de dos anys (1906–1914) i un cinquè període de dos anys el 1921–23.

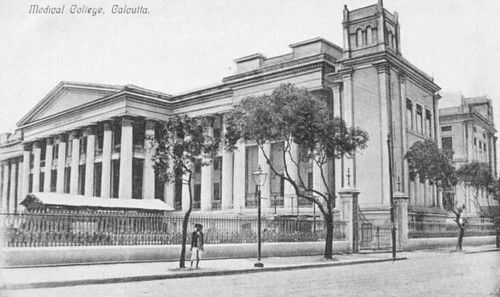
Escola Mèdica de Calcuta en 1910

Inicialment, la universitat era solament un òrgan d'afiliació i examen. Tot el treball acadèmic i docent es va dur a terme en els col·legis constituents, que eren el Col·legi de Presidència (ara dit Universitat de la Presidència), el Col·legi Sànscrit i el Col·legi d'Enginyeria de Bengala (ara anomenat Institut Indi d'Enginyeria de Ciència i Tecnologia). Durant aquest període, la Sala del Consell del Col·legi Mèdic de Calcuta i la residència privada del vicerector solien albergar les reunions del Senat. Els consells docents es van reunir generalment en les residències dels presidents de les facultats afectades, en el Col·legi d'Enginyeria Civil o en l'Edifici d'Escriptors. A causa de la falta d'espai, es van realitzar exàmens universitaris a l'Ajuntament de Kolkata i en tendes de campanya al parc urbà de Maidan.
El 1866, una subvenció de 420.000 dòlars (equivalent el 2019) per al lloc i 880,000 dòlars (2019) va ser sancionada per a construir el nou edifici en College Street. Es va obrir el 1873 i es va dir Cambra Senatorial. Tenia sales de reunions per al Senat, una cambra per al vicerector, l'oficina del secretari, sales d'examen i sales de conferències. El 1904, l'ensenyament i la recerca de postgrau van començar en la universitat, la qual cosa va portar a un augment del nombre d'estudiants i candidats. Després de gairebé seixanta anys, un segon edifici, conegut com l'Edifici Darbhanga, va ser erigit el 1912 amb una donació de 870,000 dolars (en 2019) de Maharaja Maheshwar Singh Bahadur.
L'Edifici Darbhanga albergava el Col·legi de Dret de la Universitat, la seva biblioteca i algunes oficines universitàries i oferia espai per a realitzar exàmens universitaris en la seva planta superior. En el mateix any, el Govern de l'Índia britànica va concedir una suma de 2,8 M de dòlars (en 2019) per a l'adquisició d'un mercat, Madhab Babu's Basar, situat al costat de la Cambra del Senat, i va començar la construcció d'un nou edifici per als departaments d'ensenyament. Es va inaugurar el 1926, i posteriorment va ser nomenat Edifici Asutosh, després d'Asutosh Mukherjee, vicecanceller de la universitat en 1906–14. Entre 1912 i 1914, Taraknath Palit i Rash Behari Ghsh, dos eminents advocats, van donar actius per un total de 25 lakh (crore o US$7,5), i van fundar el Col·legi Universitari d'En Upper Circular Road (ara conegut com Acharya Prafulla Chandra Road).

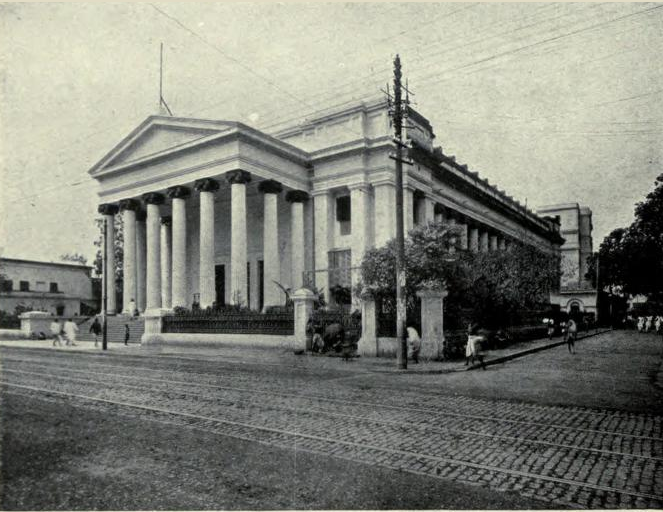
Saló Senatorial de la Universitat de Calcuta, principis de 1910

### Després de la independència
Abans de la partició de l'Índia, vint-i-set col·legis de Bengala Oriental (ara Bangladesh) estaven afiliats a la universitat. El Govern de Bengala Occidental va aprovar la Llei de la Universitat de Calcuta de 1951, que va substituir la llei anterior de 1904 i va garantir una estructura democràtica per a la universitat. La Llei d'educació secundària de Bengala Occidental es va aprovar en el mateix any, vinculant la universitat amb l'examen d'abandó escolar. A poc a poc van créixer els requisits de la universitat, i la Cambra del Senat s'estava tornant incapaç de manejar-los. Després del centenari de la Universitat de Calcuta, l'edifici va ser demolit per a fer espai per a un edifici més utilitari. El 1957, any centenari de la universitat, va rebre una subvenció d'1 mineral (crre o US$11) de la Comissió de Beques Universitàries, que va ajudar amb la construcció de l'edifici Centenary al campus del Carrer College i l'edifici de la Facultat de Dret al campus d'Hazra Road. El Departament d'Economia va obtenir el seu propi edifici el 1958 prop de Barrackpore Trunk Road. El 1965 es va inaugurar el Centre de Recerca Diagnòstica de l'Hospital Goenka per al Col·legi Universitari de Medicina com a servei universitari de salut. Fins al 1960, la Cambra del Senat era un de les fites més destacades de la ciutat.
El 1968, l'Edifici del Centenari es va inaugurar en l'antiga ubicació de la Cambra del Senat. Actualment alberga la Biblioteca Central, el Museu Asutosh d'Art Indi, l'auditori centenari i diverses oficines universitàries. A mitjan dels anys 70 s'havia convertit en una de les universitats més grans del món. Tenia 13 col·legis sota el seu control directe i més de 150 col·legis afiliats, juntament amb 16 facultats de postgrau. L'any 2001, la Universitat de Calcuta va rebre l'estatus de 'Five-Star' en el primer cicle d'acreditació de la universitat pel Consell Nacional d'Avaluació i Acreditació (NAAC). El 2009 i 2017, el NAAC va atorgar el seu major grau de 'A' a la Universitat de Calcuta en el segon i tercer cicle d'acreditació de la universitat. El 2019, la biblioteca central de la universitat i 40 biblioteques departamentals van ser obertes al públic. Tenen més d'un milió de llibres i més de 200.000 revistes, procediments i manuscrits.

## Segell
El segell ha canviat diverses vegades al llarg dels anys. El primer segell data de 1857. Encara que es va modificar, quan el Parlament britànic va aprovar la Llei de govern de l'Índia de 1858 va portar al govern i els territoris de la Companyia de l'Índia Oriental sota la Corona Britànica. El segell tres, quatre i cinc van ser introduïts en 1930, El quart segell va enfrontar la crítica local. L'actual segell universitari és la versió modificada del sisè segell. El lema Avanç de l'Aprenentatge ha romàs igual a través de les transicions del segell.

## Campus
La universitat té un total de 14 campus distribuïts per la ciutat de Kolkata i els seus suburbis. Se'ls coneix com Sikhsa Prangan, que significa locals d'educació. Els campus principals inclouen el Campus Central (Ashutosh Shiksha Prangan) a College Street, Rashbehari Shiksha Prangan o Science College a Rajabazar, Taraknath Palit Shiksha Prangan a Ballygunge i Sahid Khudiram Siksha Prangan a Alipore. Altres campus inclouen el Campus Hazra Road, el Departament de Premsa i Llibre de la Universitat, el Campus B. T. Road, el Campus Viharilal College of Home Science, el Servei de Salut de la Universitat, el Campus Haringhata, els Lagos Dhakuria (Club Universitari de Rem) i el Campus Universitari Donen.

### Asutosh Siksha Prangan
Asutosh Siksha Prangan (comunament dit el Campus del Carrer) és el campus principal de la universitat on es fa el treball administratiu. Situat en College Street, s'estén sobre una superfície de 2,7 acres (1,1). Alberga el departament d'art i llengua, oficines administratives, museu, la biblioteca central i un auditori. Exposicions com l'art popular de Bengala estan presents en el Museu Asutosh d'Art Indi. La Cambra del Senat va ser el primer edifici universitari situat en aquest campus; es va obrir en 1872. En 1960, va ser demolida per a donar pas a un edifici més gran, l'Edifici del Centenari, que es va inaugurar en 1968. L'edifici Darbhanga i l'edifici Asutosh són els altres dos edificis oberts el 1921 i 1926, respectivament.

### Rashbehari Siksha Prangan
Rashbehari Siksha Prangan (també coneguda com a University College of Science, Technology and Agriculture, o més comunament Rajabazar Science College), es troba al Acharya Prafulla Chandra Road a Rajabazar. Establert el 1914, alberga diversos departaments científics i tecnològics, incloent química pura i aplicada, física pura i aplicada, radiofísica, matemàtica aplicada, psicologia, fisiologia, biofísica i biologia molecular, entre d'altres.

### Taraknath Palit Siksha Prangan
Taraknath Palit Siksha Prangan (també conegut com a University College of Science o comunament Ballygunge Science College) a Ballygunge Circular Road en la part sud de la ciutat, alberga els departaments d'agricultura, antropologia, bioquímica, microbiologia, botànica, genètica, estadística, zoologia, neurociència, ciències marines, biotecnologia i, sobretot, geologia, entre d'altres. També alberga el Centre S. N. Pradhan per a Neurociències i l'Institut de Ciències Agrícoles.

### Sahid Khudiram Siksha Prangan
Sahid Khudiram Siksha Prangan, conegut comunament com Alipore Campus, situat en Alipore és el campus d'humanitats de la universitat. Els departaments d'història, història i cultura de l'Índia antiga, història i cultura islàmiques, estudis del sud i del sud-est asiàtic, arqueologia, ciència política, gestió empresarial i museología estan situats en aquest campus.

### Campus de Tecnologia
El Campus Tecnològic és el més nou de la universitat. Reuneix els tres departaments tècnics i d'enginyeria: el Departament d'Informàtica i Enginyeria, l'A.K.C. Escola de Tecnologia de la Informació i Departament d'Òptica Aplicada i Fotònica), en el sector 3, JD Block, Salt Lake.

## Organització i administració

### Governança
La universitat està governada per una junta de funcionaris administratius, que inclouen el vicerector, el vicerector d'assumptes acadèmics, el vicerector d'assumptes empresarials i finances, el secretari, el bibliotecari universitari, l'inspector de col·legis, l'administrador del sistema i altres 35. Supervisen el funcionament de la universitat i els seus col·legis afiliats i el finançament de la universitat. El 2017, Sonali Chakravarti Banerjee es va convertir en el 51er vicerector de la universitat. La universitat és finançada per la Comissió de Beques Universitàries, el Govern de Bengala Occidental, altres agències per a diverses obres de recerca i per les mateixes iniciatives de la universitat com a honoraris, ingressos de vendes, publicacions i despeses de serveis generats per fons de dotació.

### Jurisdicció
En algun moment, la universitat tenia una enorme àrea de captació a l'Índia britànica, des de Lahore a l'oest fins a Yangon a l'est i Ceilan al sud. Universitats com Thomason Engineering College (ara IIT Roorkee) i Muhammedan Anglo-Oriental College (ara Aligarh Muslim University) estaven afiliades a la universitat. Escoles situades en districtes com Rawalpindi, Lahore, Jaipur, Cawnpur, Lucknow i Mussoorie s'utilitzen per a preparar i enviar estudiants per a l'examen d'ingrés de la universitat. Després de la creació de la Universitat de Panjab i Allahabad el 1882 i 1887, no es van establir disposicions per a limitar el control territorial. Encara que després de la Llei d'universitats índies de 1904 va entrar, per primera vegada, el control de la universitat es va restringir a les províncies de Bengala (que incloïa a Orissa i Bihar), Assam i Birmània. En l'acte es van establir disposicions per a limitar la jurisdicció territorial i es va atorgar al Governador General en Consell el poder de limitar la jurisdicció territorial de les cinc universitats; Calcuta, Bombai, Madras, el Panjab i Allahabad.
Després de la notificació del Govern de l'Índia britànica el 20 d'agost de 1904, Ceilan va passar per la Universitat de Madras; províncies, estats i organismes de l'Índia central, com l'Agència Central de l'Índia, l'Agència Rajputana i les Províncies Unides d'Agra i Oudh, van ser a les mans de la Universitat d'Allahabad; les províncies i estats del nord i del nord-oest es trobaven sota la Universitat de Panjab. La jurisdicció de les escoles i col·legis de l'Índia oriental es va mantenir en la Universitat de Calcuta. El 1907, dos col·legis a Panjab, tres a la Província Central, cinc en l'Agència de l'Estat de Rajputana, sis a les Províncies Unides d'Agra i Oudh i set a Ceilan estaven desafiliados. La sèrie de desafiliacions va continuar fins a 1948. Les escoles i col·legis a la província d'Orissa i Bihar van ser sota la Universitat de Patna després del seu establiment el 1917. La Universitat de Yangon es va establir el 1920 i la regió de Birmània va passar per ella el 1921. En el mateix any, es va establir la Universitat de Dacca i alguns col·legis a Bengala Oriental es van sotmetre a ella i tot el control va ser tallat amb la partició de l'Índia del 1947. El 1948, totes les escoles i col·legis d'Assam van abandonar la universitat després de l'establiment de la Universitat de Gauhati.

### Facultats i departaments
La universitat compta amb 60 departaments organitzats en set facultats: arts, comerç, benestar social i gestió empresarial, educació, periodisme i biblioteca ciència, enginyeria i tecnologia, belles arts, música i llar ciència, dret i ciència; i un institut d'agricultura amb sis departaments.
Per a impartir educació i recerca agrícola, l'Institut de Ciències Agrícoles va ser creat sota la Universitat de Calcuta. Va ser fundada pel professor Pabitra Kumar Sen, professor d'Agricultura de Khaira (una altra càtedra de dotació) a principis dels anys cinquanta. Els esforços inicials van començar ja en 1913, però el primer institut va ser creat només en 1939 en Barrackpore (una ciutat pròxima a Kolkata) per la universitat, després de l'establiment del Consell Imperial de Recerca Agrícola (ara conegut com a Consell Indi de Recerca Agrícola) en 1926. Encara que va ser tancat en 1941 a causa de la Segona Guerra Mundial. Després, en 1954, es va iniciar un departament de postgrau en agricultura en la Facultat de Ciències de Ballygunge per la universitat, amb la botànica agrícola com a única assignatura i dos anys després, es va incloure l'Institut de Ciències Veterinàries de la universitat i es va convertir el departament en una facultat anomenada agricultura i ciència veterinària. En 2002 la universitat va decidir reobrir el curs de pregrau en agricultura al campus agrícola d'experimentació en Baruipur, una ciutat en el sud de Calcuta. Aquest mateix any, el departament va ser reestructurat com un institut independent de Ciències Agrícoles.
La Facultat d'Arts consta de 23 departaments; el comerç consta de tres departaments; l'educació, el periodisme i la ciència de les biblioteques consta de tres departaments; l'enginyeria i la tecnologia consta de vuit departaments; la ciència té 22 departaments i la ciència domèstica ofereix cursos sobre temes com a alimentació i nutrició, desenvolupo humà i ciències de la llar. La Facultat de Dret es va establir al gener de 1909 com a Escola Universitària de Dret. Se li va concedir l'estatut de departament de dret de la universitat al febrer de 1996. Aquest campus es coneix popularment com Hazra Law College. La facultat té moltes lluminàries associades amb ella, incloent Rajendra Prasad, Rashbehari Gmanguera, i Chittaranjan Das.

## Acadèmics

### Admissió
Per a cursos de grau - Arts (BA), Comerç (B.com.) i Ciència (BSc) (excepte cursos d'enginyeria): un pot sol·licitar directament diversos cursos basats en el seu examen de Certificat de Secundària Superior o qualsevol resultat equivalent de l'examen. Els estudiants són preseleccionats segons les seves marques i el nombre de places disponibles. Per a alguns departaments, els exàmens d'ingrés poden tenir lloc a la sola discreció del cap del departament. Qualsevol pot sol·licitar dins dels cinc anys següents a l'aprovació de l'Examen Secundari Superior. Per als cursos d'enginyeria, l'admissió es basa en la classificació de West Bengal Joint Entry Examination (WBJEE). Mentre que, per als cursos de postgrau i de doctorat, és necessari realitzar un examen d'entrada/examen escrit per la universitat o qualsevol examen de nivell nacional relacionat amb el tema, realitzat per la UGC. Es prepara una llista de mèrits sobre la base dels resultats dels exàmens.

### Recerca

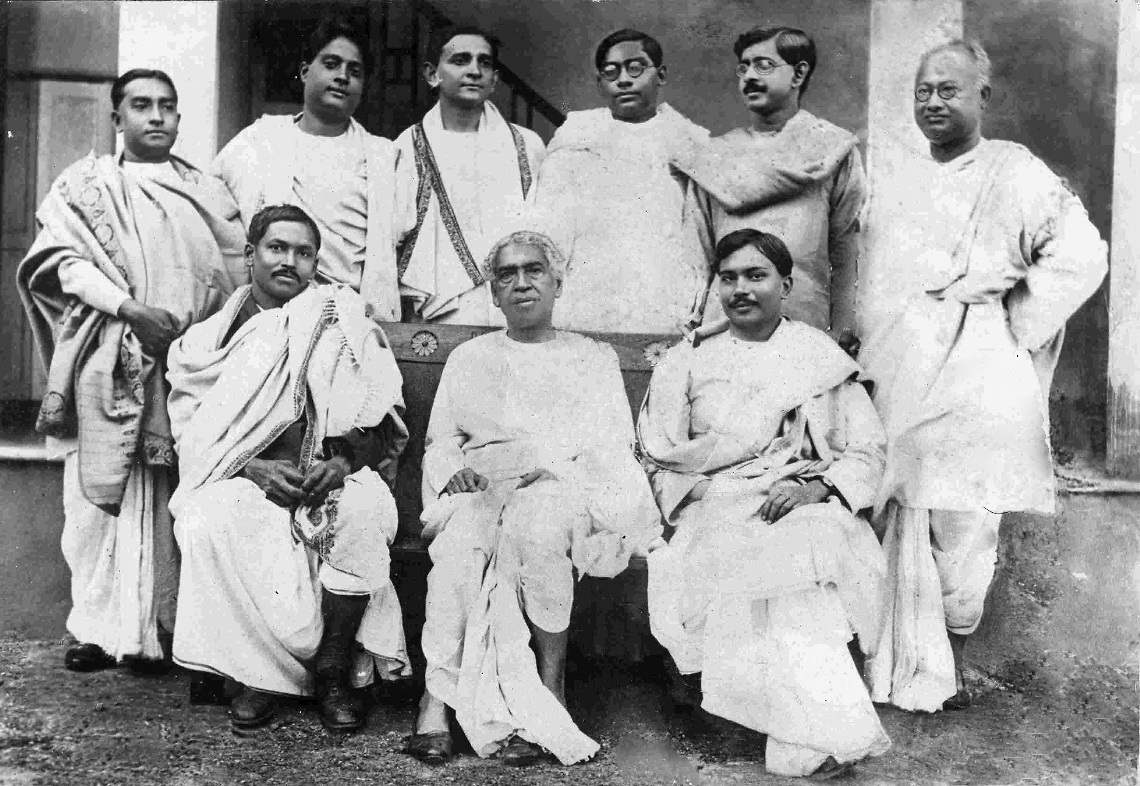
Científics notables de la Universitat de Calcuta.
Assegut (L a R):Meghnad Saha, Jagadish Chandra Bose, Jnan Chandra Ghosh.
Dempeus (L a R): Snehamoy Dutt, Satyendra Nath Bose, Debendra Mohan Bose, NR Sen, Jnanendra Nath Mukherjee, N C Nag

Els estudiants poden inscriure's per a un programa de tres o quatre anys en enginyeria. Els estudiants trien un títol major quan ingressen a la universitat, i no poden canviar-lo tret que optin més tard pels programes de postgrau professionals o autofinançats de la universitat. Les disciplines científiques i empresarials tenen una gran demanda, en gran manera en previsió de millors perspectives d'ocupació. La majoria dels programes s'organitza anualment, encara que alguns són dependents del semestre. La majoria dels departaments ofereixen programes de mestratge d'un any o alguns anys de durada. La recerca es duu a terme en instituts especialitzats i departaments individuals, molts dels quals tenen programes de doctorat.
La Universitat de Calcuta té el major centre de recerca, que va començar des del 100è Congrés de Ciència de l'Índia al gener de 2013. Aquest és el Centre de Recerca en Nanociència i Nanotecnologia (CRNN) al Campus Tecnològic de la CU en Salt Lake, Bengala Occidental. La universitat compta amb 18 centres de recerca, 710 professors, 3000 no docents i 11.000 estudiants de postgrau.

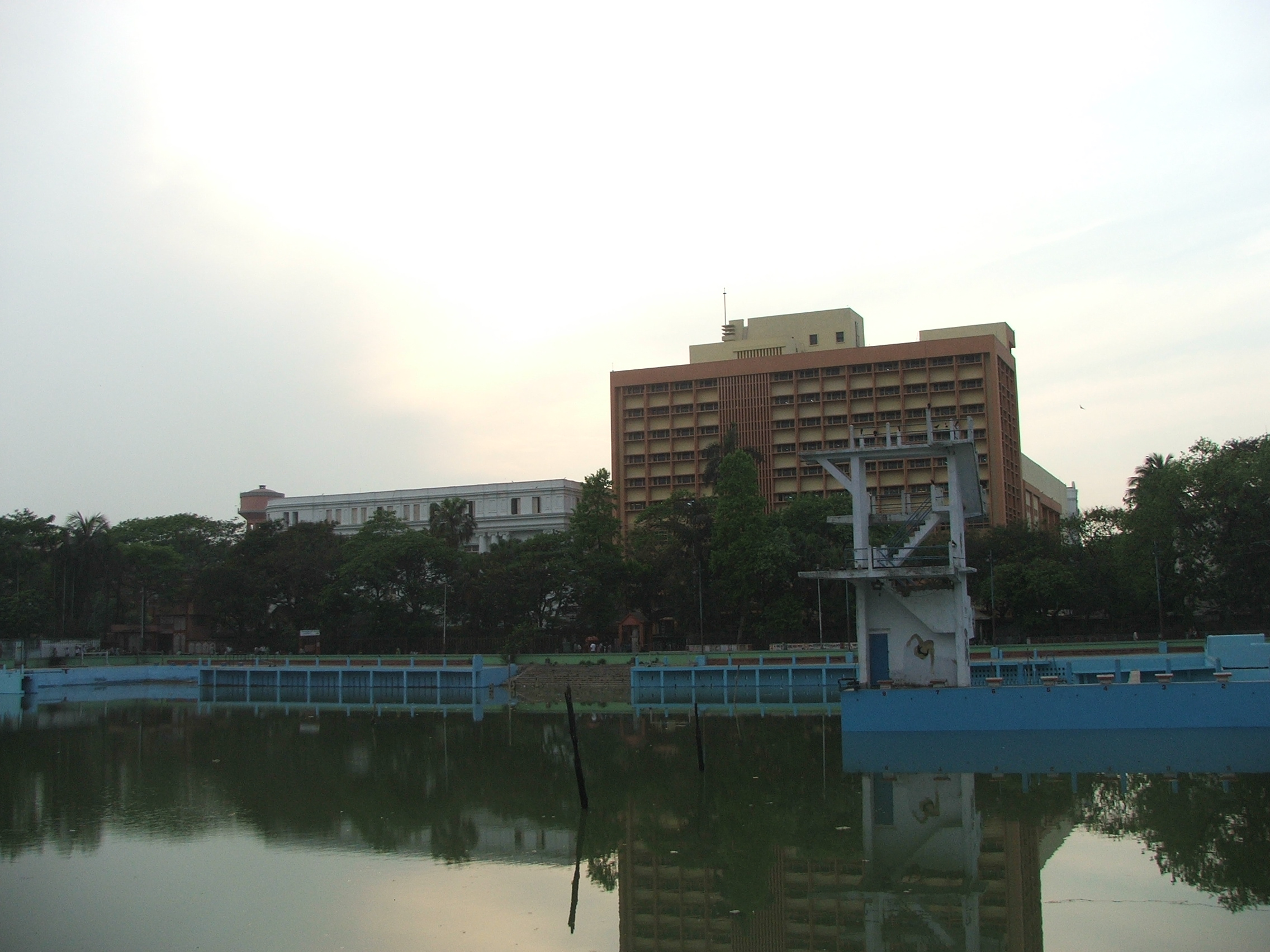
Biblioteca Central Universitària vista des de College Square

### Biblioteques
La biblioteca central de l'Asutosh Siksha Prangan va començar cap a la dècada de 1870. A més de 39 biblioteques departamentals, compta amb una biblioteca central, dues biblioteques de campus i dues biblioteques dels centres avançats distribuïdes en els set campus. Els estudiants de col·legis afiliats també poden accedir a la biblioteca central. La biblioteca universitària compta amb més d'un milió de llibres i més de 200.000 revistes, procediments, manuscrits, patents i altres col·leccions valuoses.

### Editorial
La universitat té la seva pròpia editorial anomenada University Press and Publications juntament amb un magatzem de llibres, que es va establir en el segle xx. Publica llibres de text, tractats, revistes i articles confidencials per a tots els exàmens realitzats per la universitat. També publica la revista The Calcutta Review, una de les més antigues revistes universitàries asiàtiques. L'Examen de Calcuta va ser establert per Sir John Kaye al maig de 1844. S'ha publicat bianualment des de 1913.

### Acreditació i reconeixement
En el Rànquing de Xangai de 2021 estava classificada entre la 61 i la 700 del mon. El 2001, la Universitat de Calcuta va ser reconeguda com "Five-Star" en el primer cicle d'acreditació de la universitat pel Consell Nacional d'Avaluació i Acreditació (NAAC). El 2009 i 2017, NAAC va atorgar el seu major grau de 'A' a la Universitat de Calcuta en el segon i tercer cicle d'acreditació de la universitat. La UGC va reconèixer a la Universitat de Calcuta com una "Universitat amb potencial d'excel·lència", el 8 de desembre de 2005. També se li va concedir l'estatus de "Centre amb Potencial d'Excel·lència en Àrea Particular" en estudi electrofisiològic i de neuroimatge, incloent models matemàtics.
La Biblioteca de Manuscrits de la universitat també ha estat designada com un "Centre de Conservació de Manuscrits" sota la Missió Nacional de Manuscrits, establerta el 2003. La universitat té el major nombre d'estudiants que han aprovat l'examen d'elegibilitat per a ingressar al doctorat, conegut com a Prova Nacional d'Elegibilitat, en Ciències i Arts Naturals per a ser elegibles per a continuar la recerca amb una beca completa atorgada pel Govern de l'Índia. La universitat és membre de la iniciativa de les Nacions Unides sobre l'impacte acadèmic.

## Vida estudiantil
La universitat té un terreny i una botiga en Maidan, on s'estan jugant diferents tipus d'esports. També s'organitzen tornejos interuniversitaris en esports com a futbol, tir amb arc, bàsquet i hoquei. El club de rem universitari va començar l'any 1983 en Rabindra Sarobar. El sindicat d'estudiants, conegut com a Sindicat d'Estudiants de la Universitat de Calcuta, organitza ocasionalment activitats socials i culturals, que inclouen camps de donació de sang, programes de sensibilització ambiental, recaptació de fons de socors, celebració del dia dels professors, Saraswati licitació, etc.
La majoria de les universitats afiliades situades a la ciutat tenen els seus propis albergs estudiantils. La universitat té 17 albergs, dels quals vuit (dos per a estudiants i sis per a postgraduats) són per a dones. Un total de 13 hostals són per a pagar a estudiants convidats situats en tota la ciutat.

### Cançó universitària
En 1938, el llavors Vicecanceller Syama Prasad Mookerjee va demanar a Rabindranath Tagore compondre una "cançó universitària" per a la universitat. Rabindranath va compondre dues cançons en lloc d'una: "Cholo Jai, Cholo Jai" i "Subho Karmapathe Dharo Nirvayo Gaan" (en anglès "Anem, anem" i "Presa una cançó sense temor en el camí de les bones obres" respectivament). La primera cançó "Cholo Jai, Cholo Jai" va ser adoptada i la van cantar els estudiants en una desfilada en ocasió del dia de fundació de la universitat el 24 de gener de 1937. L'any jubilar d'or post centenari de la universitat, la cançó "Subho Karmapathe Dharo Nirvayo Gaan" va ser adoptada com la nova cançó universitària.

## Alumnes notables i facultats
La universitat ha produït molts científics, enginyers, líders mundials i premis Nobel i professors. Com la universitat més antiga de Bengala i l'Índia, va atreure a estudiants de diversos àmbits de la vida. Els premis Nobel que van estudiar o van treballar allí inclouen: Rabindranath Tagore, Chandrasekhara Venkata Raman, Ronald Ross, Amartya Sen i Abhijit Banerjee. El director guanyador del Premi Acadèmic Satyajit Ray va ser un alumne de la universitat, igual que el compositor de la cançó nacional de l'Índia, Bankim Chandra Chattopadhyay. Alguns dels industrials que van estudiar en la universitat inclouen: Sir Esberlin Mookerjee, Rama Prasad Goenka, Lakshmi Mittal, Vinay Maloo i Aditya Pispa. Científics i matemàtics destacats associats amb la universitat inclouen: Jagadish Chandra Bose, Prafulla Chandra Ray, Meghnad Saha, Anil Kumar Gain, Satyendra Nath Bose, Ashoke Sen, Sanghamitra Bandyopadhyay, Asima Chatterjee i Ujwal.
Fatima Jinnah, un dels principals membres fundadors del Pakistan va estudiar odontologia en la universitat. Un líder nacionalista i ex president del Congrés Nacional Indi, cofundador de l'Exèrcit Nacional de l'Índia, i cap del Govern Provisional de l'Índia Lliure, Subhas Chandra Bose també va passar algun temps en la universitat. Altres presidents del Congrés Nacional de l'Índia inclouen: Womesh Chandra Bonnerjee, Surendranath Banerjee, Anandamohan Bose, Romesh Chunder Dutt, Bhupendra Nath Bose i Madan Mohan Malaviya. Malaviya també va ser fundador de la Universitat Banaras Hindu. Entre els President de l'Índia associats amb aquesta universitat estan: Rajendra Prasad (que va estudiar allí) i Sarvepalli Radhakrishnan (que va ensenyar allí), i Pranab Mukherjee, que van estudiar i van ensenyar en col·legis afiliats de la universitat. L'ex vicepresident de l'Índia, Mohammad Hamid Ansari va estudiar allí, igual que un ex vice-primer ministre de l'Índia, Jagjivan Ram.
Molts governadors dels estats indis van estudiar en la universitat, inclosos els primers governadors indis de Bihar i Odisha, Lord Satyendra Prasanna Sinha, el primer baró Sinha de Raipur, Chandeshwar Prasad Narayan Singh, governador del Panjab i Uttar Pradesh, i Banwari Lal Jotarshi, ex governador de la mà. L'ex governant de l'estat de Cooch Behar, Maharaja Nripendra Narayan Bhupa Bahadur, així com Patayet Sahib Maharajkumar Bhoopendra Narayan Singh Deo de Saraikela també van ser alumnes d'aquesta universitat, així com els primers ministres de l'era colonial Albion Rajkumar Banerjek. Fazlul Huq de Bengala sense dividir.
Entre els seus antics alumnes es troben vuit ministres principals de Bengala Occidental: Prafulla Chandra Ghosh, Bidhan Chandra Ray, Prafulla Chandra Sen, Ajoy Mukherjee, Siddhartha Shankar Ray, Jyoti Basu, Buhadeb Bhbora Attacharya, i Mamata Banerasshar Boram Binhar Borjee; Lyngdoh i S.C. Marak, i dos ministres principals de Madhya Pradesh: Ravishankar Shukla, Kamal Nath. Els principals ministres de Manipur, Rishang Keishing, Nagaland, S.C. Jamir i Sikkim B Gurung també eren estudiants. Entre els principals magistrats del Tribunal Suprem de l'Índia figuren els següents: Bijan Kumar Mukherjea, Sudhi Ranjan Das, Amal Kumar Sarkar, Ajit Nath Ray, Sabyasachi Mukharji i Altamas Kabir. Uns altres també han actuat com a jutges en el Tribunal Suprem, i com a magistrats i jutges en els tribunals superiors de l'Estat.
Els primers caps d'Estat d'altres països associats amb la universitat són quatre presidents de Bangladesh, Sheikh Mujibur Rahman, Mohammad Mohammadullah, Abu Sadat Mohammad Sayem, Abdus Sattar, tres primers ministres de Bangladesh, Sheikh Mujibur Rahman, Muhammad Mansur Ali, i Shah Azizur Rahman, tres primers ministres de Mohamaswuruyra